# Обсерватория Берн-Ихт
Обсерватория Берн-Ихт - частная любительская астрономическая обсерватория, основанная в 1951 году в Längenberg, Нидермулерн, Берн (кантон), Швейцария

## Руководители обсерватории
- Вилли Шерер (Willy Schaerer) - создатель и первый руководитель обсерватории. Фабрикант и инженер.

## История обсерватории
Обсерватория была основана в 1951 году инженером и фабрикантом Willy Schaerer. Обсерватория сотрудничала с астрономами из Университета Бёрна. В 1965 году обсерватория была достроена до современного состояния. Начиная с 1968 года на базе обсерватории реализуется проект наблюдения Солнечной активности под руководством ученых из Бернского университета. В 1982 году был создан Фонд «Частная обсерватория Ихт». В 2000 году было проведено техническое усовершенствование инструментов обсерватории.
В данный момент обсерватория управляется частным фондом имени доктора Willy Schaerer.

## Инструменты обсерватории
- Рефлектор (D = 320 mm, F = 1850 mm)
- Шмидт-камера (25.5/41.5/40 см)
- 12-см рефрактор с H-альфа фильтром, работает с декабря 1969 года
- Микроволновый радиометр (D = 1.6м) (длина волны 3-см/3мм или 10.5 ГГц, работает с декабря 1968 года)

## Направления исследований
- Поиск сверхновых
- Солнце

## Основные достижения
- 20 апреля 1974 года открытие сверхновой 1974G с блеском 13.0 (открыватель Leiterin W. Burgat) в галактике NGC 4414

## Адрес обсерватории
- Sternwarte Uecht, 3087 Niedermuhlern